# Виджаячандер
Т. С. Виджаячандер (телугу టి.యస్.విజయచందర్; род. 24 мая 1939, Мадрасское президентство, Британская Индия) — индийский актёр, кинорежиссёр
 и кинопродюсер, занятый в индустрии кино на языке телугу.

## Биография
Родился в семье браминов. Приходится внучатым племянником Тангутири Пракасаму, занимавшему пост главного министра штата Андхра в 1953—1954 годах, и племянником певице Сурьякумари.
Виджаячандер начал карьеру в кино с фильма Sudigundalu (1968). Своей лучшей ролью актёр называет работу в социальной драме Maro Prapancham (1970), рассказывающей о группе людей, похитивших детей коррумпированных политиков, чтобы вырастить их в «идеальном обществе».
В начале 1970-х актёр был начинающей звездой боевиков. Тем не менее он согласился сыграть Иисуса в фильме Karunamayudu, который планировалось снять на средства римско-католической церкви. Однако через некоторое время продюсеры покинули проект, забрав денежные средства. Уже отснятый материал и реквизит перешли в собственность церкви. В 1974 году Виджаячандер взял на себя ответственность за производство фильма, пообещав не брать другие роли до его завершения. Из-за финансовых трудностей и смерти режиссёра А. Бхимсингха, фильм удалось выпустить на экраны только спустя четыре года. Картина завоевала премию «Нанди» как третий лучший фильм года, а Виджаячандер стал первым актёром Азии, сыгравшим Христа в крупном проекте.
В 1987 году актёр занялся производством своего рода продолжения — Dayamayudu, в котором сыграл как Иисуса, так и апостола Павла. В 1990-х он снова сыграл Иисуса в 50-серийном телесериале Dayasagar.
В 1983 году Виджаячандер снял биографический фильм Andhra Kesari о своем родственнике Т. Пракасаме, в котором выступил как режиссёр, продюсер и исполнитель главной роли. Его работа была отмечена специальной наградой жюри премии «Нанди». Он также сыграл Саи Бабу из Ширди в фильме Sri Shirdi Saibaba Mahathyam (1986), а затем — Йоги Веману, Кабира и другие биографические роли в различных фильмах.
В 2000 году актёр заявил о намерении построить христианский комплекс в округе Медак.
В 2007 году Виджаячандер пожертвовал земельный участок в ассоциацию артистов кино для материальной помощи пожилым киноактёрам. В октябре 2010 года он присоединился к партии Индийский национальный конгресс.